# نوویه لیدژه
نوویه لیدژه (به لاتین: Novoye Lidzhe) یک منطقهٔ مسکونی در روسیه است که در داغستان واقع شده‌است.